# Jižní Korea na Letních olympijských hrách 1972
Jižní Koreu na Letních olympijských hrách v roce 1972 v německém Mnichově reprezentovala výprava 42 sportovců (32 mužů a 10 žen) v 8 sportech.

## Medailisté
| Medaile | Jméno     | Sport | Soutěž        |
| ------- | --------- | ----- | ------------- |
| Stříbro | O Sung-ip | Judo  | Muži do 80 kg |